# 2 octobre 2008
Le jeudi 2 octobre 2008 est le 276e jour de l'année 2008.

## Décès
- Choi Jin-sil (née le 24 décembre 1968), actrice sud-coréenne
- Claude Ruben (né en 1941), acteur français qui devint journaliste, présentateur de télévision, et producteur
- Dominique Frémy (né le 5 mai 1931), encyclopédiste français
- Gerhard Schulz (né le 1er juin 1931), cavalier allemand de concours complet
- Malanda Dem (né le 9 juin 1929), philosophe, théologien, psychologue et psychanalyste congolais

## Événements
- Sortie du film Burn After Reading
- Publication du livre Doomwyte
- Sortie du jeu vidéo Dynasty Warriors 6
- Sortie du jeu vidéo FIFA 09
- Début de la série télévisée Pushing Daisies avec la première saison